# 柳月子
柳月子（りゅうげつし、生没年不詳）とは、江戸時代の浮世絵師。

## 来歴
師系、俗名不詳。柳月堂という絵師と同一人であり、姓は守氏で出羽国米沢の人物とされている。作画期は享保の頃で2点の肉筆美人画が知られる。その人物表現は懐月堂派の絵師が描く人物よりも頭が大きく、六頭身くらいになっているのを特徴とする。

## 作品
- 「立姿美人図」　紙本着色　出光美術館所蔵　※「羽陽散人柳月子筆」の落款、「守一處和」の方印あり
- 「櫛に手をやる美人図」　紙本着色　日本浮世絵博物館所蔵　※「柳月子圖之」の落款、「守一處和」の方印あり